# Đảng Phục hưng (Pháp)
Phục hưng (RE) là một đảng chính trị tự do và trung gian ở Pháp. Tên đảng ban đầu được gọi là En Marche !  và sau đó đổi tên là La République En Marche ! (được dịch là "Cộng hòa Tiến bước") trước khi lấy tên đảng hiện tại vào tháng 9 năm 2022.
Trong tháng 2 năm 2017 các cuộc thăm dò ý kiến cho rằng Macron ở vòng đầu tiên có thể đạt được 21-23% số phiếu và trong vòng nhì đối đầu với Marine Le Pen (25-27%) có khả năng giành chiến thắng. Trong tháng 1 năm 2017 Tiến bước! có khoảng 136.000 thành viên và đóng góp thu thập tổng cộng 4 triệu EUR. Vào ngày 16 tháng 3 năm 2017, số lượng đã tăng lên 222.985 thành viên.
Sau khi Emmanuel Macron đắc cử tổng thống, một ngày sau vào ngày 08/05/2017 phong trào Tiến Bước! đổi tên thành đảng Cộng hòa Tiến bước (tiếng Pháp: La République En Marche) với đường lối chính trị theo chủ nghĩa trung dung, không theo cánh tả và cũng không theo cánh hữu.

## Lịch sử
Tiến bước! được Emmanuel Macron thành lập ngày 6 tháng 4 năm 2016 ở Amiens. Nó dự định ra tranh cử trong cuộc bầu cử quốc hội Pháp 2017.
Lần đầu tiên tham gia chính trường, đảng đang chuẩn bị tranh cử trong cuộc bầu cử Quốc hội Pháp vào tháng 6.

### Bầu cử tổng thống 2017
| Năm  | Ứng viên        | Số phiếu vòng 1 | Số phiếu vòng 2 | Chú thích |
| ---- | --------------- | --------------- | --------------- | --------- |
| 2017 | Emmanuel Macron | 24,01 %         | 66,10 %         | đắc cử    |

Vào ngày 23 tháng 4 năm 2017, Macron thắng vòng đầu của cuộc bầu cử tổng thống trước Marine Le Pen. Vào ngày 7, ông được bầu trong vòng nhì làm Tổng thống Pháp. Sau đó, ông từ bỏ chức vụ chủ tịch đảng, chủ tịch mới tạm thời là Catherine Barbaroux.

### Bầu cử hạ viện 2017
Về cuộc bầu cử nghị viện trong tháng 6 năm 2017, đảng muốn thiết lập các ứng cử viên của mình cho tất cả 577 khu vực bầu cử. Một ủy ban do cựu bộ trưởng kinh tế và là thành viên của UMP Jean-Paul Delevoye điều hành chịu trách nhiệm về việc lựa chọn các ứng cử viên. Một nửa trong số các ứng cử viên phải xuất phát từ xã hội dân sự chưa từng nắm giữ các chức vụ chính trị. Ngoài ra, một nửa trong số tất cả các ứng viên nên là nữ giới.
| Năm bầu cử | Vòng 1    | Vòng 1 | Vòng nhì  | Vòng nhì | Số ghế    | +/− | Hạng (Số ghế) | Chính phủ                        |
| Năm bầu cử | Số phiếu  | %      | Số phiếu  | %        | Số ghế    | +/− | Hạng (Số ghế) | Chính phủ                        |
| ---------- | --------- | ------ | --------- | -------- | --------- | --- | ------------- | -------------------------------- |
| 2017       | 6,391,269 | 28.21  | 7,826,245 | 43.06    | 308 / 577 | 308 | 1             | chiếm đa số ghế (cùng với MoDem) |

## Ý thức hệ
Mặc dù Macron là một thành viên của Đảng Xã hội Pháp 2006-2009, Tiến bước! là một tổ chức liên đảng, tìm cách để vượt qua ranh giới chính trị truyền thống.
Macron đã mô tả đường lối chính trị của Đảng là một tổ chức tiến bộ của cả hai bên cánh Tả và cánh Hữu. Các nhà quan sát và các nhà bình luận chính trị mô tả đảng này có khuynh hướng ủng hộ Chủ nghĩa tự do xã hội và đường lối kinh tế tự do
Đảng chính trị này được đăng ký tại địa chỉ của Laurent Bigorgne, giám đốc Viện Montaigne. Nó được đưa ra cùng với Benjamin-Blaise Griveaux, Christian Dargnat, Emmanuel Miquel, Stanislas Guerini, và những người làm việc trong các công ty như Unibail-Rodamco, BNP Paribas, và Safran.
Tiến bước! đã được so sánh với một đảng chính trị đứng giữa như đảng "Công dân" của Tây Ban Nha, và Macron với Albert Rivera, lãnh tụ đảng Công dân.
Đảng ủng hộ mạnh mẽ liên minh châu Âu và thị trường tự do.

### Môi trường
Tiến bước! đề xuất phát triển năng lượng tái tạo và từ bỏ dần dần năng lượng dầu hỏa bất cứ khi nào có thể thực hiện được.